# Biserica Înmulțirii pâinilor și a peștilor
Biserica Înmulțirii pâinilor și a peștilor (în ebraică כנסיית הלחם והדגים, în latină Ecclesia multiplicationis panum et piscium, în germană Brotvermehrungskirche)
este o biserică romano-catolică în Galileea, în nordul Israelului. Ea se află în vestul așezării Tabgha (Ain at-Tabgha) sau Ein Sheva (în antichitate Heptapegon), pe nord-vestul malului Mării Galileii (Lacul Kineret) și este închinată minunii Înmulțirii pâinilor și a peștilor, relatată de Evanghelia după Matei (14, 13-21), Evanghelia după Ioan (6,1-15) și în celelalte evanghelii, și pe care a înfăptuit-o, după tradiție, în acest loc, Isus din Nazaret. Lăcașul aparține prioratului benedictin din Tabgha. 
Biserica a fost înființată în acest loc prin anul 350 d.Hr. și a fost distrusă parțial în jurul anului 480. Ea a fost apoi dărâmată de către perșii sasanizi în jurul anului 614.  
Ruinele acestor prime biserici din secolul al IV-lea și al V-lea au fost descoperite în anul 1932 și la fața locului a fost ridicată o construcție temporară. În anii 1980-1982 a fost construită actuala biserică, în stil bizantin, mai mult sau mai puțin în perimetrul bisericilor antice. Constructorii au păstrat cu grijă distincția clară dintre ruinile edificiilor antice și clădirea modernă. Partea inferioară a zidurilor, din bazalt, aparține clădirii antice, în timp ce adaosurile moderne sunt din piatră de Ierusalim de culoare deschisă. Mozaicurile originale din veacul al V-lea, sunt din pietricele colorate, în vreme ce în secolul al XX-lea au fost adăugate mozaicuri în negru-alb. 
Alăturat bisericii se află prioratul subordonat abației benedictinilor de limbă germană de la Biserica Adormirii de pe Muntele Sion din Ierusalim. De asemenea se mai află aici un centru de întâlnire între tineri cu și fără handicap, precum și de explicare a locului biblic numit Dalmanutha. În apropiere, lângă malul Mării Galileei, se află Capela Întâietății lui Petru și hanul de pelerini Tabgha.

## Istoric

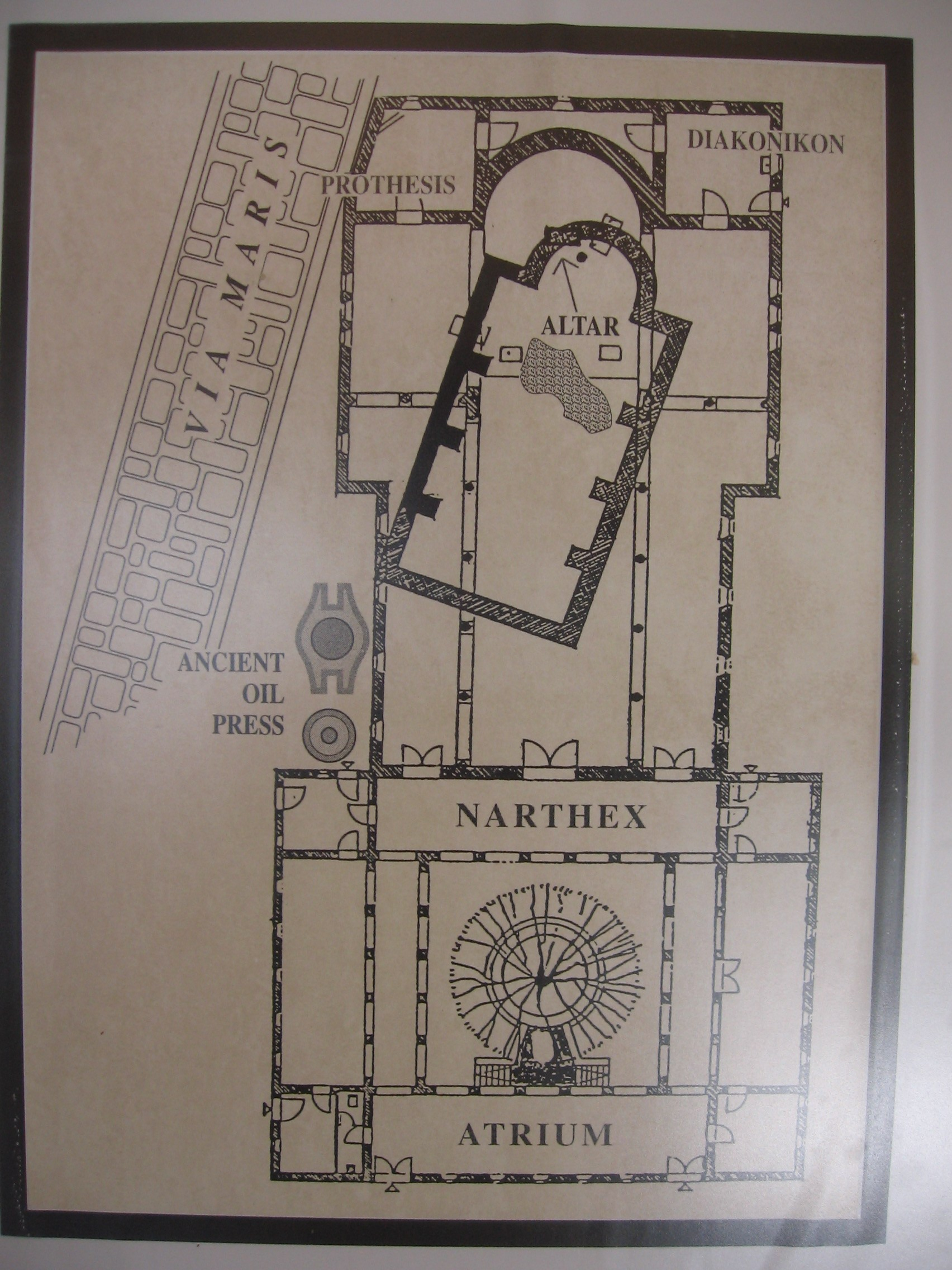
Planul primelor două biserici și a bisericii actuale, inclusiv localizarea veche și cea actuală a pietrei sfinte

### Prima biserică
Cea mai timpurie descriere a locului este povestirea în limba latină a călugăriței și pelerinei Egheria (Etheria, uneori Sylvia) din Galicia, și redactată în jurul anului 380.
Ea a notat că 
„lângă lac se află un câmp de iarbă și de fân cu mulți palmieri. Există șapte fântâni din care apa curge din belșug. Aici, în acest câmp Domnul a hrănit poporul din numai cinci pâini și doi pești. Într-adevăr piatra pe care Domnul a așezat pâinea a fost transformată într-un altar si din ea pelerinii iau mici pietricele pentru mântuirea lor. Calea publică (Via maris) trece de a lungul zidurilor acestei biserici. La marginea acestui drum se afla bariera vamală a apostolului Matei. În apropiere se ridică muntele cu peștera în care a mers Domnul pentru a pronunța Predica sa de pe munte”
Această primă biserică datând aproximativ din anul 352 se presupune că a fost clădită cu sprijinul evreului convertit Iosif din Tiberiada (Yossef Hakomes, „Comitele Iosif”, ca 285-356) în jurul pietrei care se vedea în fața altarului. Se pare că această biserică a fost distrusă de un cutremur de pământ în anul 419.

### A doua biserică
Ea a fost reclădită, apoi mărită în mare măsură  pe la anul 480, din inițiativa patriarhului Martyrios al Ierusalimului (478-486), făcând loc unei bazilici bizantine cu trei nave și cu orientarea schimbată. O parte din piatra sfântă a fost transferată la începutul absidei noii biserici, iar de o parte și de alta au fost construite camere servind drept - diakonikon - care servesc, intre altele drept vestiare, și prothesis. Biserica a fost distrusă, ca și majoritatea bisericilor din Palestina, de invazia persană sasanidă din 614, apoi de invazia arabă musulmană.

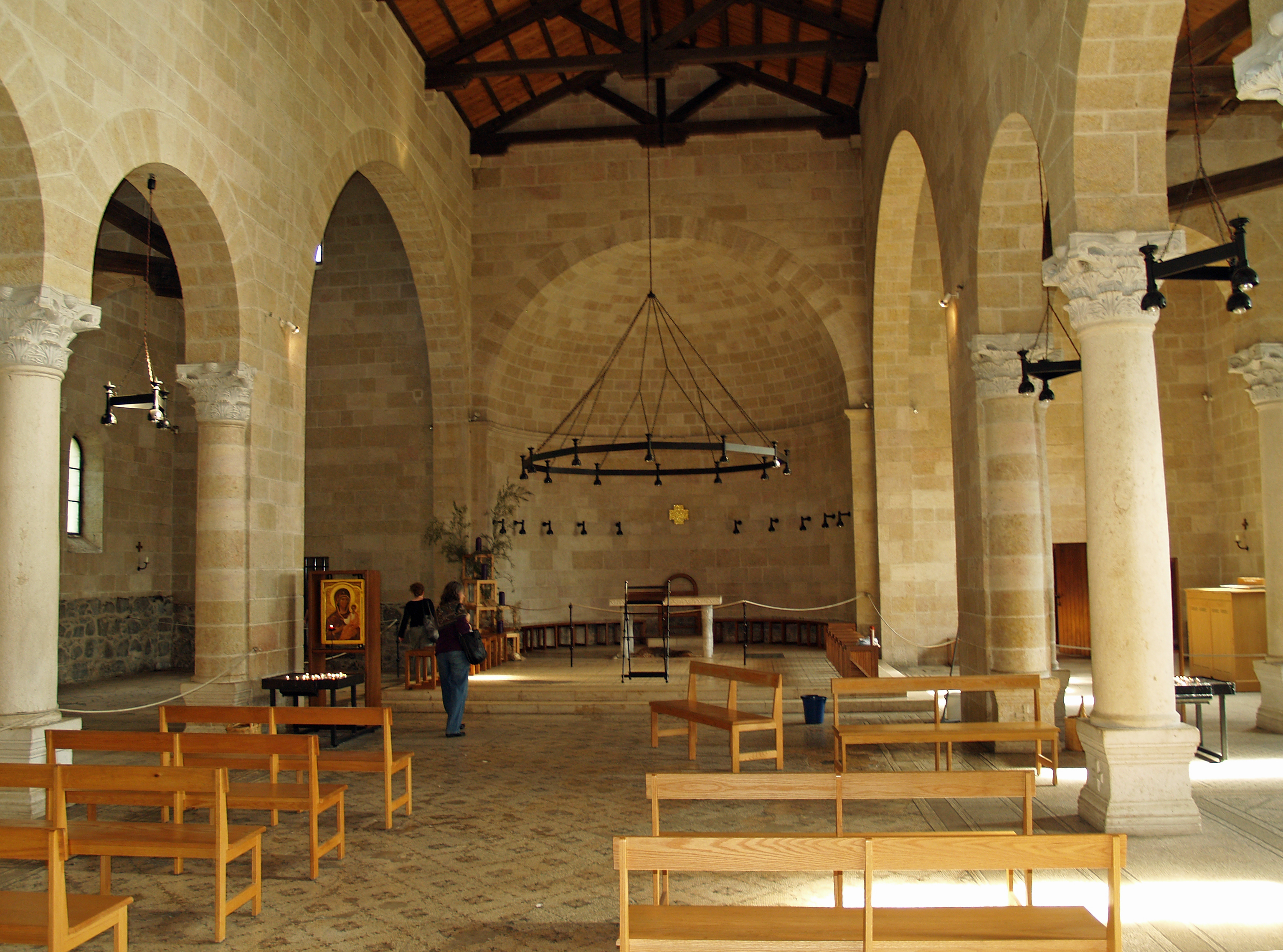
Interiorul Bisericii Înmulțirii de la Tabgha

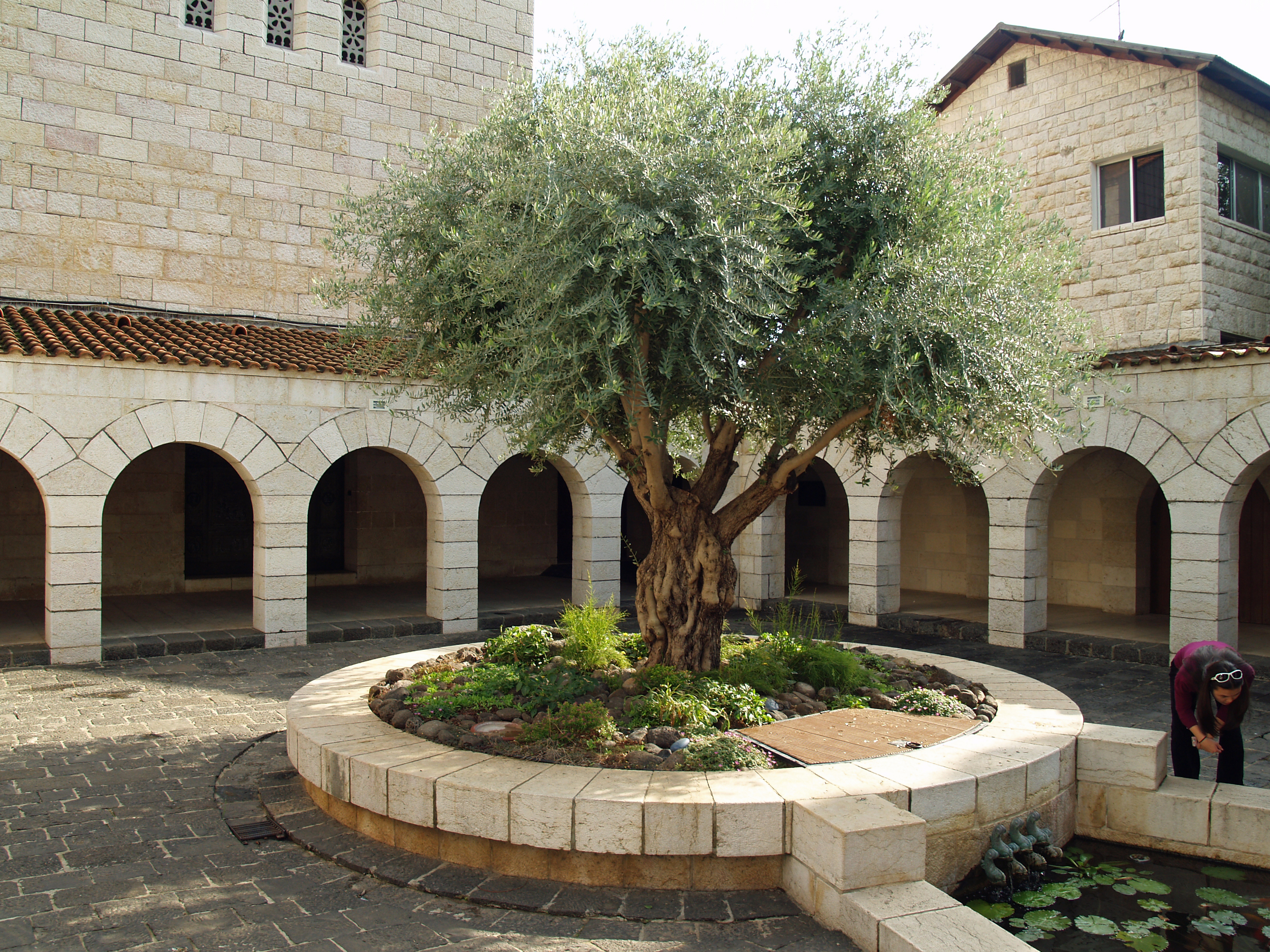
Curtea bisericii moderne, cu măslinul și bazinul cu pești. În imagine se vede și făntâna celor șapte pești care alimentează bazinul cu apă.

#### Mozaicuri

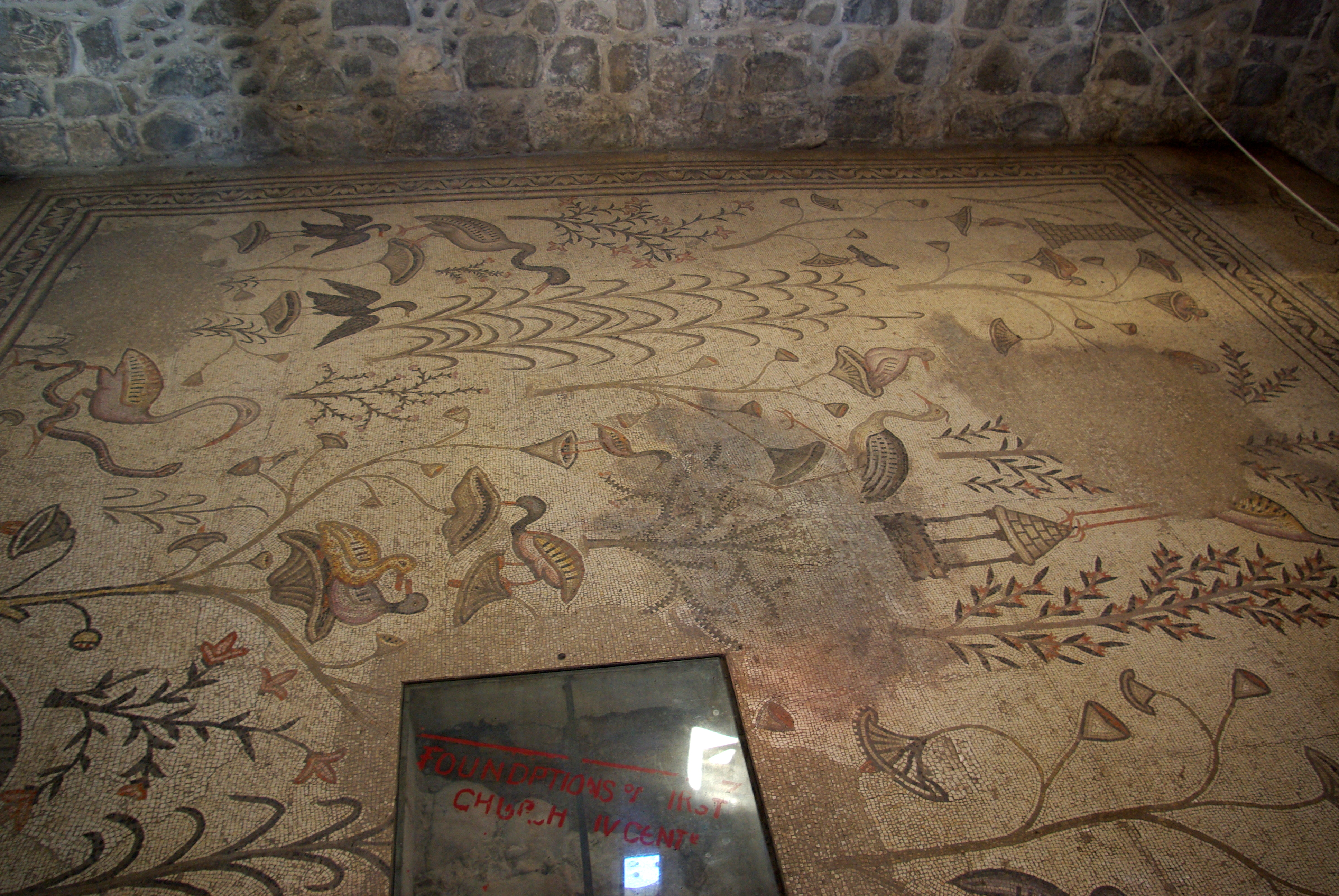
Mozaicuri din secolul al V-lea reprezentând păsări și plante acvatice și o parte din geamul prin care se văd ruinele bisericii vechi

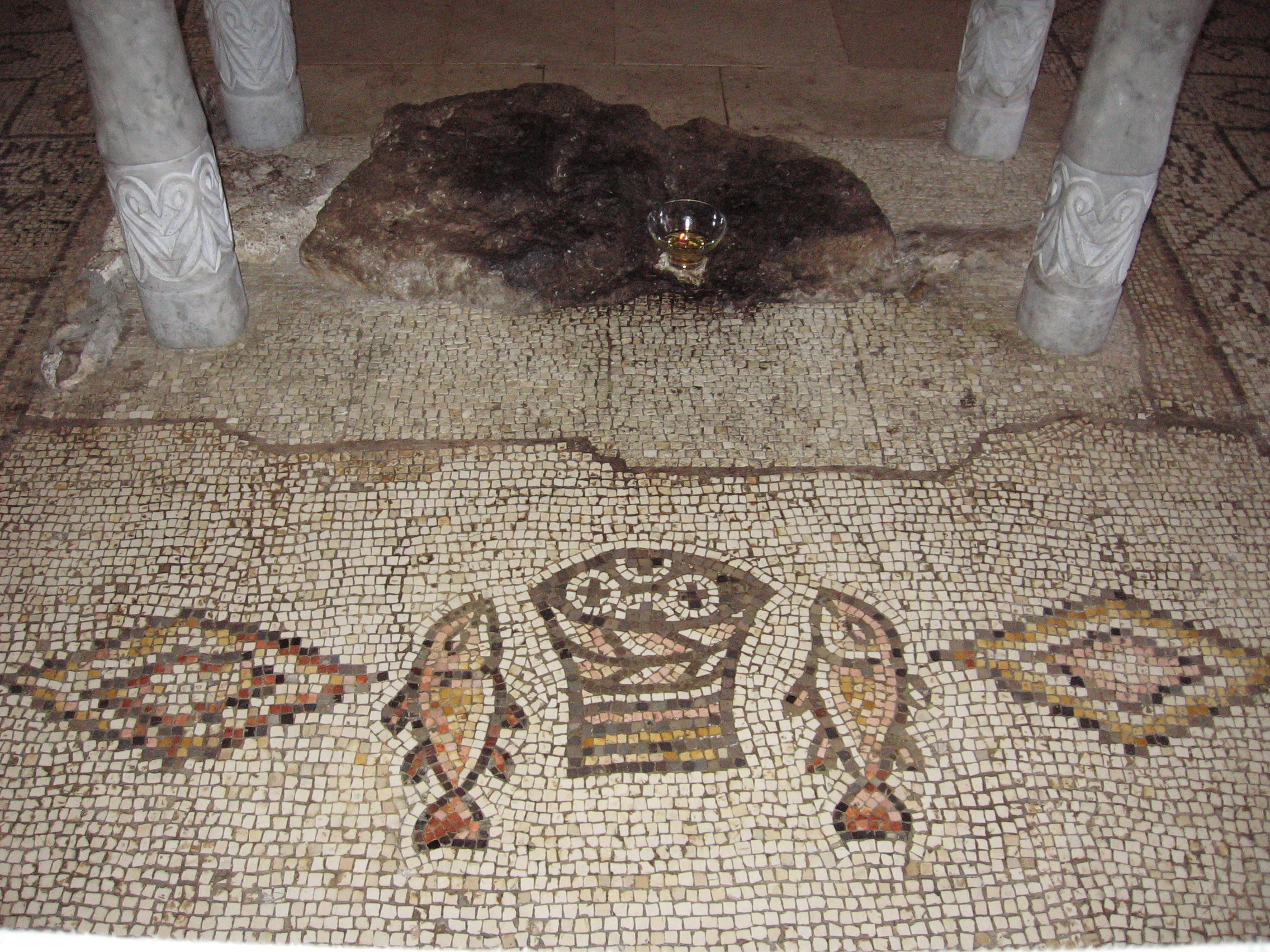
Mozaicul înmulțirii pâinilor și a peștilor, piatra sacră și altarul

Mozaicurile pavimentului sunt cele mai vechi mozaicuri figurative ale artei creștine din Palestina găsite până astăzi și impresionează prin păstrarea unei destul de bune calități.
Culoarea pietrelor mozaicurilor este neagră, brună, roșie, galbenă și cenușie. Densitatea pietrelor diferă - înte 105-107 pietre pe decimetru pătrat între coloane, 100-105 pietre pe decimetru pătrat în transept, 23 pietre pe decimetru pătrat în nartex.
În fata altarului se află mozaicul reprezentând un coș Kalathus cu patru pâini iar de o parte și de alta a lui câte un pește.Această imagine, datând de la începutul secolului al V-lea, devenit unul din cele mai răspândite simboluri ale Țării Sfinte din lumea creștină. Alte mozaicuri datează, în mare parte, de la mijlocul secolului al IV-lea. 
Cele din cele două sectoare ale transeptului înfățișează scene cu păsări acvatice în mijlocul unei vegetații de pe malul unor ape și a unor flori de lotus, de asemenea un nilometru, instrument care servea la măsurarea înălțimii apelor Nilului, precum și două edificii fortificate în fiecare din colțurile superioare ale mozaicului. Între coloanele navei sunt înfățișate animale și plante din flora și fauna Galileei. 
Ele au fost executate cu pietre destul de mari, unite printr-un mortar de pietriș, cu straturi de pietre de calcar. Desenele sunt executate cu o exactitate naturalistă, dar le lipsește o dimensiunea comună a proporției.  Din acest motiv mărimea edificiilor și cea a viețuitoarelor este identică, fără 
a ține seama de adâncime și perspectivă. Temele mozaicurilor sunt inspirate de descrierile Nilului și ale festivităților legate de Nil, care erau populare în arta romană și în arta primitivă bizantină din Levant în acea vreme.
Alături de biserică a fost construită și o mănăstire. 
Ele au fost distruse de Sasanizi în anul 614.

### Biserica nouă
Terenul locului a fost achiziționat în anul 1888 de către Misiunea catolică germană din Palestina (Deutsche Katholische Palaestinamission) care a întreprins aici săpături arheologice începând din anul 1892.
În zilele noastre locul este susținut financiar de Arhidieceza de Köln și administrat de călugări benedictini germani, ca filie a Abației Adormirii de pe Muntele Sion din Ierusalim.
Excavațiile din 1932 sub conducerea arheologilor germani, părintele E. Mader, și Alfons Maria Schneider, au dezvelit vestigiile bazilicii bizantine (cu ziduri de bazalt negru) și dușumeaua cu mozaice din secolele al IV-lea - al V-lea. Cele din anul 1936 au scos la iveală ruinele micii biserici care i-a precedat în secolul al IV-lea, adeverind descrierea Egheriei. Pentru a proteja excavațiile și mozaicurile a fost construită o biserică temporară.
În anii 1980- 1982  a fost zidită Biserica actuală după planuri respectând aspectul bazilicii bizantine originale. Ea fost construită de arhitecți care se instalaseră la Köln:Anton Goergen și Fritz Baumann.
Constructorii au menajat cu grijă distincția dintre vestigiile bisericii antice si structurile noii biserici - partea inferioara a zidurilor, făcută din bazalt aparține  vechiului edificiu; adaosurile moderne sunt, în schimb, din piatră clară de Ierusalim. Mozaicurile originale din secolul al V-lea sunt din pietre colorate, în timp ce mozaicurile in negru-alb au fost adăugate in secolul al XX-lea. 
Interiorul lăcașului este relativ gol în comparație cu bisericile catolice obișnuite. Tavanul este din lemn, ca în epoca bizantină, și este luminat de două rânduri de ferestre ale claristoriului. Acest etaj se sprijină pe un rând de coloane albe cu capiteluri corintice, legate prin arcuri.
Pavimentul este acoperit de mozaicuri.În partea stângă se afla geamuri de sticlă prin care se văd temeliile unuia din zidurile primei biserici. 
Altarul este situat deasupra pietrei pe care, după tradiție, Isus ar fi înfăptuit miracolul, iar deasupra altarului atârnă un lampadar, mare și simplu, din metal. În biserica sunt numai două icoane. În stânga - Madona si copilul, iar în spatele ei se află portretul lui Martyrios, ctitorul celei de-a doua biserici. În dreapta se vede portretul lui Isus, iar in spatele lui, imaginea Comitelui Iosif din Tiberiada, care ,se crede, că a donat pentru zidirea prime biserici. 
În partea din față a bisericii a fost reconstituit atrium - pridvorul ei. El este pătrat și înconjurat de o colonadă pe toate cele patru laturi. Colonada adiacentă intrării în biserică servea în epoca bizantină drept pronaos (nartex). În centrul pridvorului se afla o curte neacoperită, având în centru un răzor înconjurat cu piatră în care a fost plantat un măslin. Lângă răzor se găsește un bazin cu pești, alimentat de o făntână sub formă de șapte pești, simbol al celor șapte izvoare ale Heptapegonului (Ein Sheva, Tabgha). În afara bisericii se afla o cristelniță în formă de cruce, adusă de la o biserica de lângă Hebron, datând, după estimări, din secolul al V-lea. În apropiere se află o mănăstire benedictină germană cu camere pentru pelerini.

### Planul
Biserica are un plan bazilical, cu o navă centrală și nave colaterale cu transept și cu o absidă în fund. Sub altar se află piatra - găsită în timpul unor excavații - care este venerată ca aceea pe care Isus a înfăptuit minunea înmulțirii pâinilor.

### Alte vestigii antice
In biserică se pot remarca și alte vestigii antice, precum piatra de temelie la stânga intrării în atrium, pavimentul de bazalt, precum și părți din friza absidei. Temeliile bisericii originale din secolul al V-lea, sunt vizibile sub un geam de sticlă în dreapta altarului.  
Izvoarele baptismale inițiale se află în pridvorul bisericii.

### Incendierea bisericii în 2015

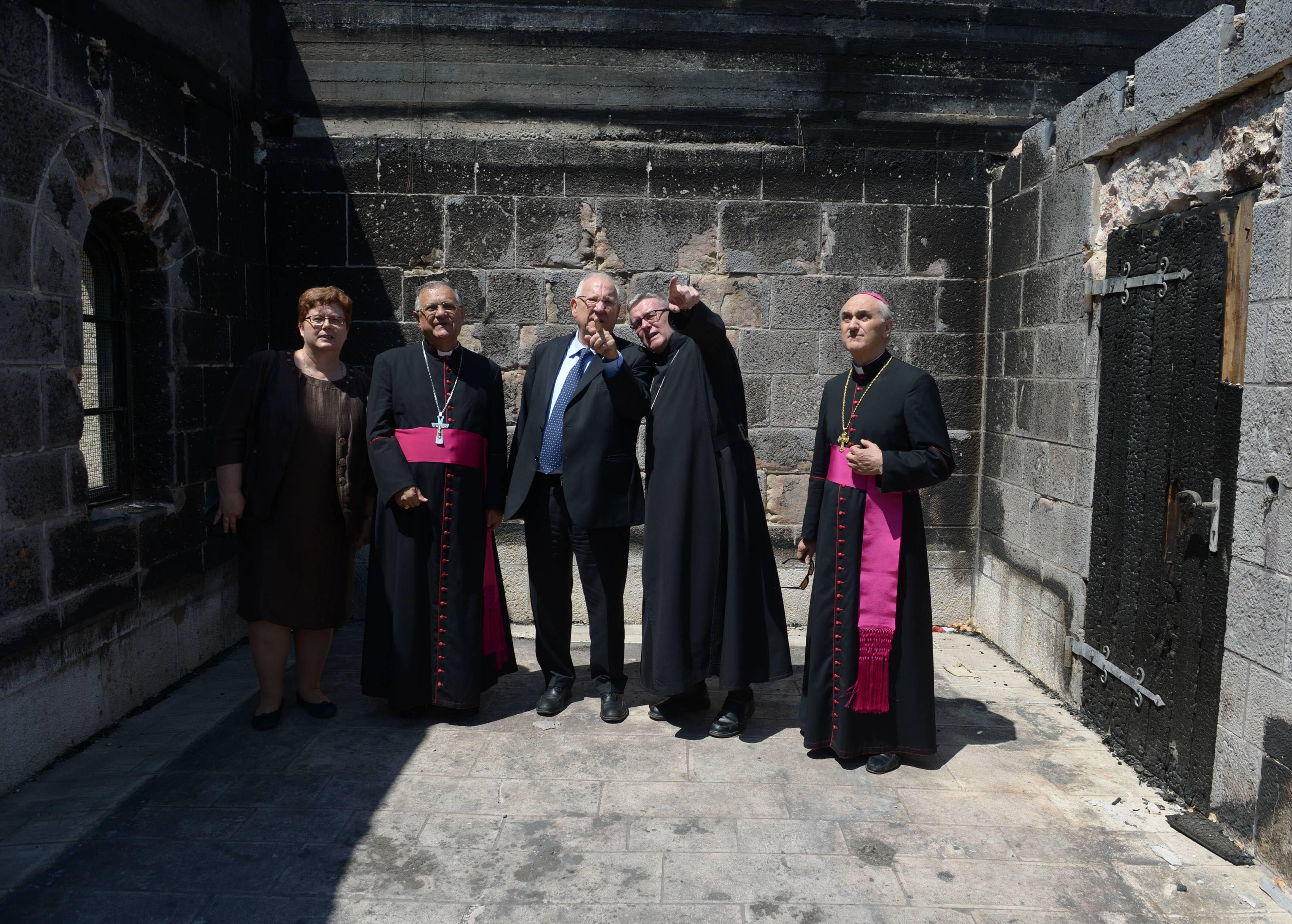
Președintele Israelului, Reuven Rivlin, vizitând biserica avariată, în august 2015, alături de preoți catolici

La 27 aprilie 2014 biserica a fost profanată de militanți evrei de extremă dreapta, la câteva săptămâni înaintea vizitei papei Francisc în Israel. La 17 iunie 2015 ea a fost incendiată de tineri fanatici evrei de aceeași orientare, care au lăsat și un graffiti dușmănos pe zid, citat din rugăciunea Aleinu leshabeah - „Fie stârpiți idolii”. Pridvorul din stânga, poarta, și alte câteva sectoare ale sanctuarului au ars, în schimb nava bisericii nu a suferit daune. Un călugăr și o voluntară au fost ușor răniți. Focul a fost stins de pompieri. Împotriva a doi tineri au fost emise acte de acuzare. 
Actele de vandalism au fost condamnate de conducerea Israelului și de opinia publică din țară. Premierul Benjamin Netanyahu a afirmat după incendierea bisericii că incidentul respectiv „reprezintă un atac asupra noastră a tuturor. Libertatea credinței în Israel este un element fundamental al valorilor noastre și este ancorată în lege. Cei răspunzători pentru acest act atroce vor fi aduși în fața judecății. Ura și intoleranța nu au ce căuta în societatea noastră.”

Restaurarea bisericii a costat circa 1.200.000 euro, din care 370.000 au fost donați de guvernul israelian, iar restul a provenit din numeroase alte donații. Biserica a fost reinaugurată la 12 februarie 2017 în prezența președintelui Israelului, Reuven Rivlin, a arhiepiscopului de Köln, cardinalul Rainer Maria Woelki și a altor demnitari religioși creștini, a ambasadorului Germaniei în Israel, Clemens von Goetze, a șefului spiritual al druzilor din Israel, Muaffak Tarif, a unor donatori catolici, a președintelui Consiliului local al Văii Iordanului, Idan Grinbaum, și a rabinului Alon Goshen Gottstein din Anglia, care a activat pentru a ajuta la restaurarea lăcașului. Pe una din ușile bisericii au rămas urme de fum, care au fost lăsate în semn de amintire a incendierii.
În anul 2017 unul din incendiatorii bisericii a fost condamnat de tribunalul districtual din Nazaret la 4 ani închisoare, 2 ani închisoare cu suspendare și 50.000 shekeli amendă.